# Bougie de préchauffage (modélisme)

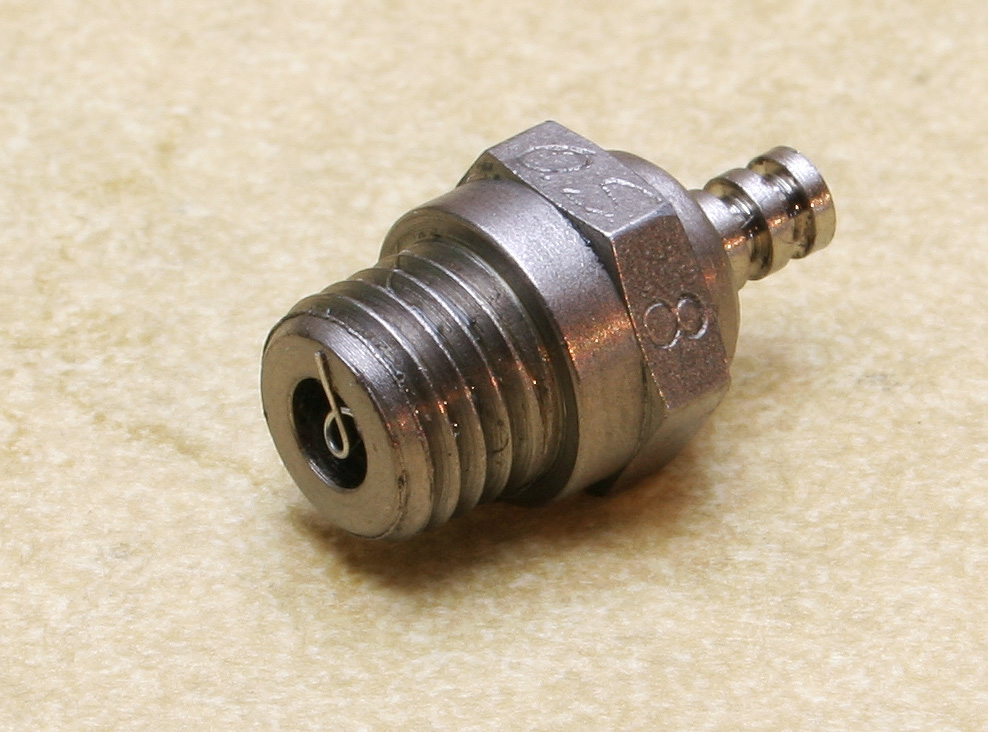
Bougie de préchauffage standard sans barre de ralenti d'un moteur d'avion modèle, où la fin de l'élément d'allumage hélicoïdal à teneur en platine peut être vue.

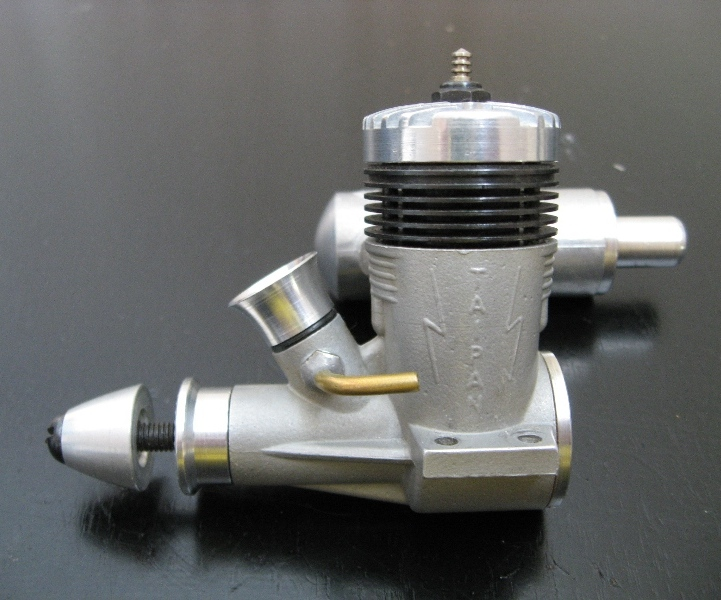
Moteur d'avion modèle Glowplug

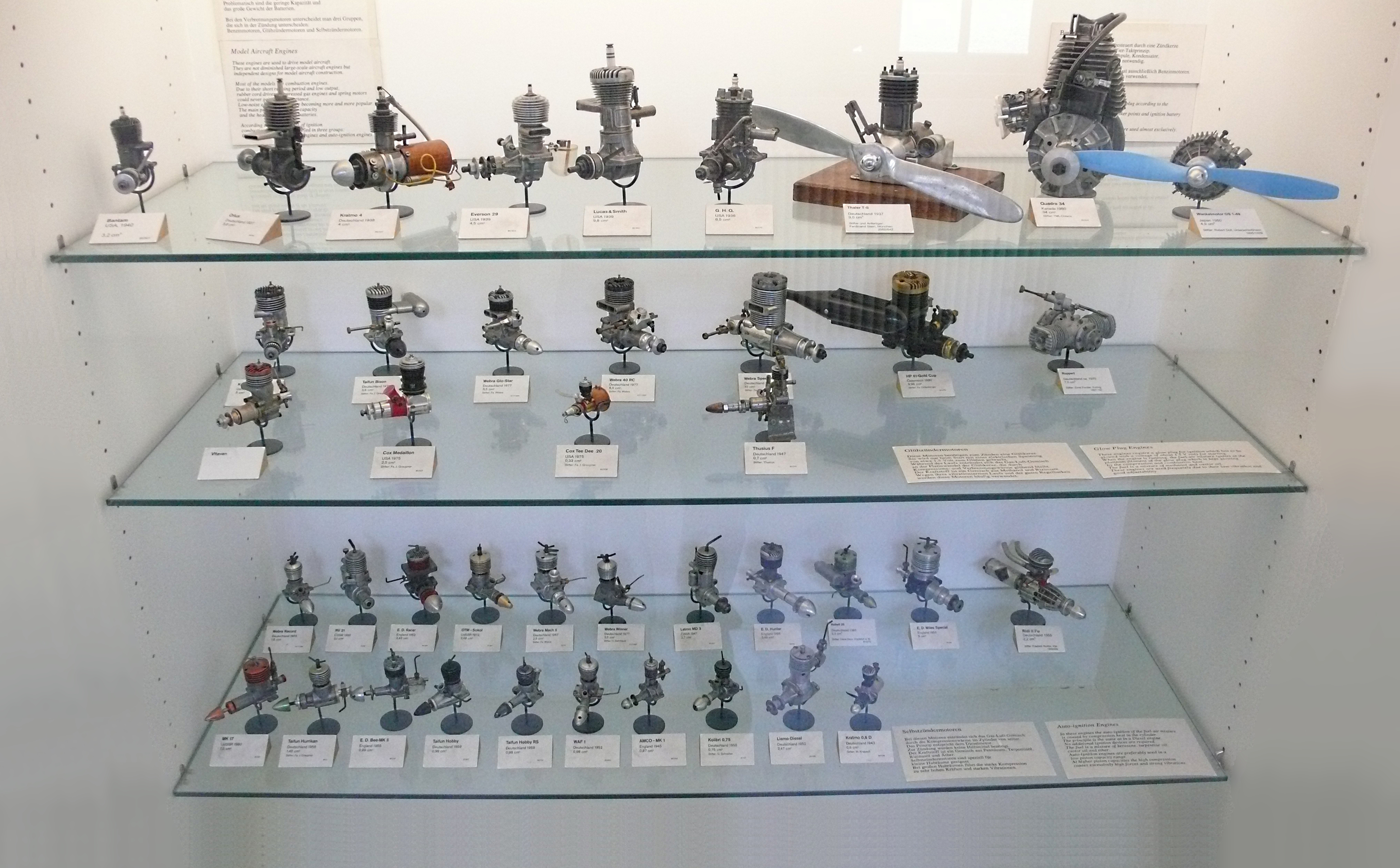
Un affichage de moteurs d'avions modèles vintage et modernes, de type à allumage commandé et à allumage par bougie de préchauffage

Un moteur à bougie de préchauffage, ou moteur à préchauffage, est un type de petit moteur à combustion interne généralement utilisé dans les modèles réduits d'avion (en), de modèles réduits de voitures et d'applications similaires. L'allumage est accompli par une combinaison de chauffage par compression, de chauffage à partir d'une bougie de préchauffage et de l'effet catalytique du platine dans la bougie de préchauffage sur le méthanol dans le carburant.

## Histoire
L'inventeur allemand Ray Arden a inventé la première bougie de préchauffage pour les modèles de moteurs en 1947. Né à New York le 24 février 1890, Arden a vendu plus de 300 inventions, principalement des jouets, dans les années 1920. À la fin des années 1940, Arden a inventé des moteurs à allumage miniatures tout en essayant de construire le plus petit moteur d'avion au monde. Le méthanol a été mis sur le marché après la Seconde Guerre mondiale comme source de carburant pour les modèles de moteurs. Un couple d'amis d'Arden faisait tourner un moteur à allumage commandé et à leur grand étonnement, quand ils l'ont éteint, le moteur a continué à tourner. Ils ont cherché à savoir pourquoi cela s'est produit et ont découvert qu'un défaut dans la bougie avait provoqué une rougeur d'une partie de celle-ci. Ils ont appelé leur ami Arden et la bougie de préchauffage est née. À partir de là, les modèles de moteurs sont devenus beaucoup plus simples, ne nécessitant plus le poids, l'encombrement et la complexité supplémentaires des points, des bobines d'allumage, des condenseurs, des minuteries et des batteries.

## Modèle de bougie de préchauffage
Les bougies de préchauffage utilisées dans les modèles de moteurs sont très différentes de celles utilisées dans les moteurs diesel pleine grandeur. Dans les moteurs de taille normale, la bougie de préchauffage est utilisée uniquement pour le démarrage. Dans les modèles de moteurs, la bougie de préchauffage fait partie intégrante du système d'allumage en raison de l'effet catalytique du fil de platine. La bougie de préchauffage est un filament hélicoïdal durable, principalement en platine, encastré dans la pointe de la bougie. Lorsqu'un courant électrique traverse le bouchon ou lorsqu'il est exposé à la chaleur de la chambre de combustion, le filament brille, ce qui lui permet d'aider à enflammer le carburant spécial utilisé par ces moteurs. L'alimentation peut être appliquée à l'aide d'un connecteur spécial fixé à l'extérieur du moteur et peut utiliser une batterie rechargeable ou une source d'alimentation CC.
Il existe trois types / formes (au moins) de bougies de préchauffage. La bougie de préchauffage standard, disponible en version longue / standard et courte (pour les petits moteurs), dans les configurations ouverte et à barre de ralenti, possède un tube fileté qui pénètre la chambre de combustion à des degrés divers. En raison de la petite taille de la chambre de combustion, le changement de marque ou de style de bougie de préchauffage standard peut affecter le taux de compression. Les bougies de préchauffage de type Turbo (européen / métrique) et de style Nelson (nord-américain / anglais) ne pénètrent pas dans la chambre de combustion. Au lieu de cela, ils ont un épaulement coudé qui scelle contre une surface assortie au fond du trou de la bougie de préchauffage. Lorsqu'un bouchon Turbo ou Nelson est installé et scelle la chambre de combustion, ils créent une surface lisse à l'intérieur de la tête. Cette surface lisse est très souhaitable pour des applications hautes performances telles que les événements Control Line Speed et également les voitures RC à haut régime. La conception des bouchons Turbo / Nelson permet de basculer entre les marques sans possibilité d'affecter la compression. Les bouchons Turbo et Nelson ne sont pas interchangeables car ils ont des filetages et des dimensions différents.

## Carburant
Le combustible luminescent se compose généralement de méthanol avec divers degrés de teneur en nitrométhane comme oxydant pour une plus grande puissance, généralement entre 5% et 30% du mélange total. Ces substances volatiles sont mises en suspension dans une huile de base d'huile de ricin, d'huile synthétique ou d'un mélange des deux pour la lubrification et le contrôle de la chaleur. À divers degrés de contenu global. Le système de lubrification est du type à «perte totale», ce qui signifie que l'huile est expulsée des gaz d'échappement après avoir circulé dans le moteur. Le carburant s'enflamme lorsqu'il entre en contact avec l'élément chauffant de la bougie de préchauffage. Entre les coups du moteur, le fil reste chaud, continuant à briller en partie à cause de l'inertie thermique, mais en grande partie à cause de la réaction de combustion catalytique du méthanol restant sur le filament de platine. Cela maintient le filament chaud, lui permettant d'allumer la charge suivante, entretenant ainsi le cycle d'alimentation.
Certains moteurs d'avion sont conçus pour fonctionner avec du carburant sans aucune teneur en nitrométhane. Le carburant incandescent de ce type est appelé «carburant FAI» d'après l'instance dirigeante aéronautique du même nom.

## Départ
Pour démarrer un moteur à incandescence, un courant continu (environ 3 ampères et 1,25 à 2 volts, souvent fourni par une seule batterie rechargeable NiCd, NiMH ou plomb-acide à capacité de courant élevée, ou un "panneau d'alimentation" spécialement conçu fonctionnant sur une source 12VDC) est appliquée sur la bougie de préchauffage, chauffant initialement le filament. (Le nom `` bougie de préchauffage '' vient du fait que le filament de la bougie est rouge chaud.) Le moteur est ensuite tourné de l'extérieur à l'aide d'une manivelle manuelle, d'un démarreur à rappel intégré à câble, d'un moteur à ressort ou d' un moteur électrique spécialement conçu, ou à la main, pour introduire du carburant dans la chambre. Une fois le carburant allumé et le moteur en marche, la connexion électrique n'est plus nécessaire et peut être retirée. Chaque combustion maintient le filament de la bougie de préchauffage rougeoyant, lui permettant d'allumer la charge suivante, entretenant ainsi le cycle d'alimentation.
Les cellules de batterie au plomb qui sont utilisées pour allumer une bougie de préchauffage du moteur du modèle, en raison de leur sortie de deux volts lorsqu'elle est fraîchement chargée, provoquent généralement une brûlure instantanée d'une bougie de préchauffage de 1,5 volt, et soit une résistance de la valeur et de la puissance appropriées, ou la jonction base / émetteur d'un transistor germanium haute puissance (dans une connexion en série avec l'une des bornes de la fiche) peut réduire la tension de la cellule plomb-acide à un niveau approprié de 1,5 volt pour le démarrage du moteur.
Techniquement, un moteur à bougie de préchauffage est assez similaire à un moteur diesel et à un moteur à bulbe chaud en ce qu'il utilise la chaleur interne pour allumer le carburant, mais puisque le calage de l'allumage n'est pas contrôlé par l'injection de carburant (comme dans un moteur diesel ordinaire), ou électriquement ( comme dans un moteur à allumage commandé), il doit être réglé en changeant le mélange carburant / air et la conception de la fiche / bobine (généralement en ajustant diverses entrées et commandes sur le moteur lui-même. ) Un mélange plus riche aura tendance à refroidir le filament et ainsi retarder l'allumage, ralentissant le moteur. Cette "configuration" peut également être ajustée en utilisant différentes conceptions de bouchons pour un contrôle thermique plus précis. De tous les types de moteurs à combustion interne, le moteur à bougie de préchauffage ressemble le plus au moteur à bulbe chaud, car sur les deux types, l'allumage se produit en raison d'un "point chaud" dans la chambre de combustion du moteur.
Les moteurs à bougies de préchauffage peuvent être conçus pour un fonctionnement à deux cycles (allumage à chaque rotation) ou à quatre cycles (allumage toutes les deux rotations). La version à deux temps (ou deux temps) produit plus de puissance, mais les moteurs à quatre temps ont plus de couple à bas régime, sont moins bruyants et ont un son plus grave et plus réaliste. 

## Considérations lors de l'utilisation de bougies de préchauffage
Un moteur de bougie de préchauffage doit fonctionner avec la bonne température de bougie de préchauffage. Les gros moteurs peuvent fonctionner à des températures plus basses, tandis que les petits moteurs émettent plus rapidement de la chaleur dans l'air et nécessitent une bougie de préchauffage plus chaude pour maintenir la bonne température d'allumage. La température ambiante dicte également la meilleure température de bougie de préchauffage; par temps froid, des bouchons plus chauds sont nécessaires. Étant donné que les moteurs à bougies de préchauffage sont refroidis par air, un moteur qui "chauffe" peut parfois bénéficier d'une température de bougie plus basse, bien que cela puisse entraîner un ralenti plus brutal et des difficultés de réglage. La vitesse de fonctionnement du moteur doit également être prise en compte; si le moteur doit tourner à un régime élevé et constant, par exemple avec un avion ou une voiture sur une piste principalement droite, une température de prise plus basse est plus efficace. Si le moteur doit fonctionner à un régime inférieur, la combustion ne chauffera pas autant le moteur et un bouchon plus chaud est nécessaire.
Le type de carburant et le mélange air / carburant doivent également être pris en compte. Plus la teneur en nitrométhane du carburant est élevée, plus le carburant brûle chaud; les carburants "nitro" élevés nécessitent des bougies de préchauffage plus froides. Les mélanges maigres (faible rapport carburant / air) brûlent plus chaud que les mélanges riches (rapport carburant / air plus élevé) et les températures de fonctionnement peuvent être élevées à des niveaux qui peuvent détruire prématurément la bougie de préchauffage si un mélange trop maigre est utilisé ("sur -penché").
Si le moteur ralentit ("s'affaisse") lorsque la batterie est coupée, la température de la bougie ou la teneur en nitrométhane du carburant doit être augmentée, car le moteur n'est pas suffisamment chaud. Si le moteur se retourne contre son démarrage à la main, il fonctionne trop chaud et la température de la bougie de préchauffage ou la teneur en "nitro" doit être abaissée.
Les bougies de préchauffage ont une durée de vie limitée et il est conseillé aux utilisateurs d'avoir plusieurs bougies de rechange sous la main. Les bouchons de rechange doivent être du bon type; les bouchons pour moteurs turbo ne sont pas compatibles avec les bouchons pour moteurs standard. Les bouchons doivent être serrés d'un quart de tour après un ajustement serré pour éviter un serrage excessif. Les bougies de préchauffage, comme tous les objets incandescents, sont extrêmement chaudes, et les bougies de préchauffage ne doivent jamais être retirées lorsqu'elles sont chaudes. De même, des précautions doivent être prises lors du ravitaillement car une bougie de préchauffage chaude peut enflammer le carburant. La surchauffe de la batterie peut également être dangereuse et seuls des connecteurs bien faits doivent être utilisés.

## Spécifications techniques

### Bougie de préchauffage Turbo
- Longueur totale: 17 mm (0,67 ")
- Diamètre: .35 "(9 mm)
- Taille de filetage: M8x.75mm[4]

### Bougie de préchauffage normale
- Longueur: 0,8 "
- Diamètre: 6,35 mm
- Fils: 1 / 4-32 UNEF[4] (spécification de fil le plus souvent utilisée pour les modèles de moteurs)

## Voir également
- Moteur nitro